# 956

## Esdeveniments
- Epidèmia de pesta a Europa.

## Necrològiques
- Ali al-Masudi, historiador, geògraf i filòsof
- Hug el Gran, pare d'Hug Capet
- Ordoni III de Lleó, rei de Lleó
- Urraca de Pamplona, infanta de Navarra i reina de Lleó